# پیروز (یوزپلنگ)

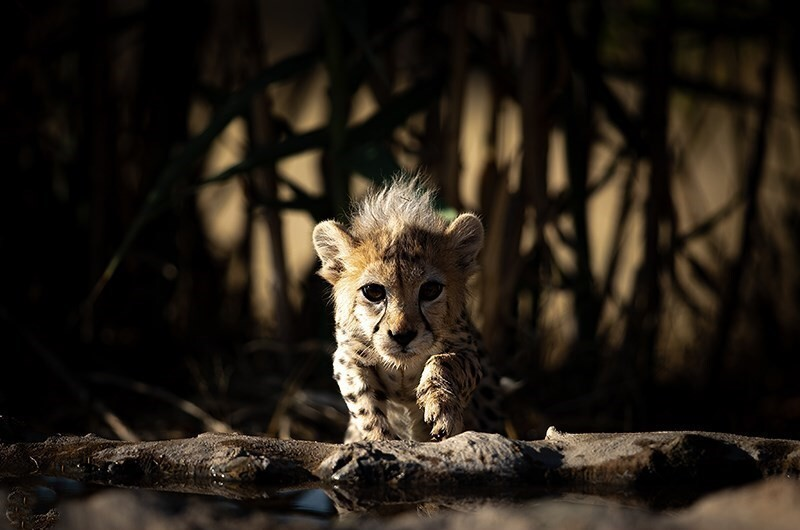

پیروز (۱۱ اردیبهشت ۱۴۰۱ – ۹ اسفند ۱۴۰۱)، یوزپلنگی ایرانی و فرزند «ایران» و «فیروز» بود و به نماد یوزپلنگ آسیایی تبدیل شد. نام این یوز ایرانی توسط تیمارگر او علیرضا شهرداری انتخاب شد. این یوز تنها توله باقی‌مانده از سه فرزند «ایران» بود. پیروز در نهم اسفند ماه ۱۴۰۱ به‌علت تزریق داروی اشتباه (در روزهای اولیهٔ تولد) و نارسایی کلیوی در بیمارستان دامپزشکی تهران تلف شد.

## تولد
پیروز ۱۱ اردیبهشت در پارک ملی توران واقع در استان سمنان به همراه ۲ توله دیگر متولد شدند. دو توله اول در روزهای اول تلف شدند و پیروز با تلاش متخصصین زنده ماند. چهار روز پس از تولد توله اول تلف شد، نگهداری توله دوم و سوم نیز از روز چهارم به مدت شش روز به علیرضا شهرداری سپرده شد. دلیل اصلی تلف شدن توله اول طبق گفته رئیس دامپزشکی کشور نقص ژنتیکی و چسبندگی ریه و دلیل تلف شدن توله دوم استفاده از شیر بی‌کیفیت بود. پیروز برای تکثیر در اسارت متولد شده‌بود.

### نگهداری

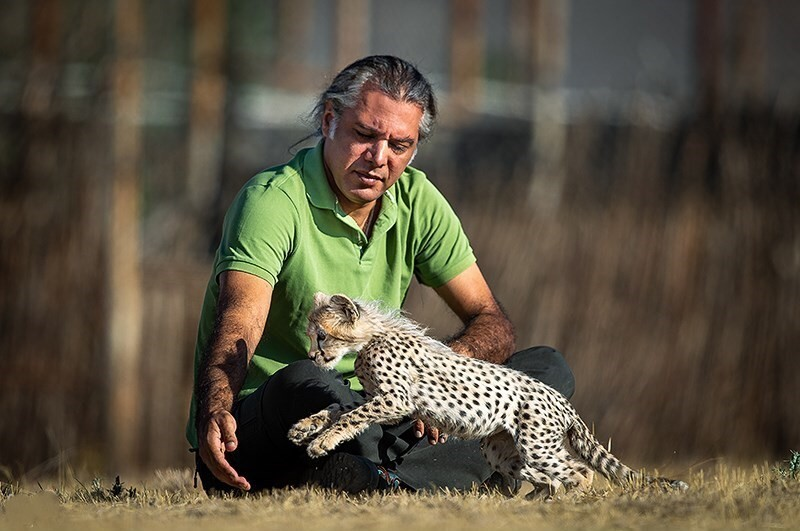
پیروز و علیرضا شهرداری، تیمارگر و امدادگر

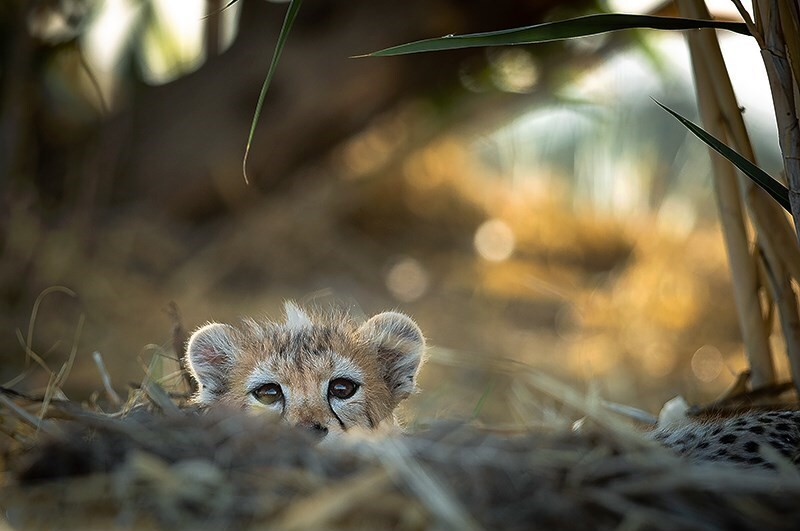

پیروز با کمک و پرستاری تیمارگر و امدادگر حیات وحش (علیرضا شهرداری پناه و علی عمارلویی) در پارک جنگلی پردیسان نگهداری می‌شد. پیتر کالدوِل دامپزشک آفریقایی و بابک باستانی نیز روزانه شرایط جسمانی پیروز را پایش و نیز در نگهداری پیروز همراهی می‌کردند. پس از تلف شدن توله دوم، سازمان حفاظت محیط زیست تصمیم گرفت که پیروز را به تهران که شرایط و امکانات مناسب‌تری نسبت به توران دارد منتقل کند تا شاید بتوان از این طریق از تلف شدن توله‌یوز سوم جلوگیری کرد.
برخلاف انتقادهایی که به دست‌آموز بار آمدن پیروز وارد است، پیروز به این نحوه بزرگ شدن نیاز داشت. این توله‌یوز از روز اول توسط انسان بزرگ شده و نگهداری آن نیاز به کمک انسان داشت، ضمن اینکه تحت هیچ شرایطی قرار نبود که به طبیعت بازگردد. پیروز شب‌ها به همراه مربی خود در فضای باز زیر آسمان می‌خوابید تا به فضای طبیعی عادت کند و به دلیل سرد شدن هوا فضای بسته را هم برای نگهداری آن فراهم کرده بودند تا از سرما آسیب نبیند.
وزن پیروز در پنج ماهگی به ۴ کیلو و ۵۰۰ گرم رسید، گوشت مرغ و گوساله به‌همراه مکمل‌های مخصوص را تغذیه می‌کرد و حال عمومی خوبی داشت، اما نگرانی‌ها همچنان ادامه داشت و وضعیت پیروز پایدار نشد.
در مورد روش‌های نگهداری پیروز نیر نقدهایی وارد شده بود. بسته‌شدن گردنبند طبی جانوران، به گردن پیروز، نگرانی دوستداران پیروز را در پی داشت که گفته شد به صلاحدید تیمارگران و دامپزشکان برای مراقبت از «پیروز» در ۲۰ روز گذشته بسته شده بود. پیروز از ابتدای تولد مشکل گوارشی داشت و گاهی دفع برای او سخت می‌شد که در چنین شرایطی پشتش را لیس می‌زد و باعث زخم روی مقعدش می‌شد؛ بنابراین برای اینکه پیروز پماد روی مقعدش را نلیسد، به گردنش گردنبند طبی بسته شد.

### زیستگاه
قرار بود پیروز تا ۱۲ ماهگی در تهران نزد مراقبت‌های علیرضا شهرداری پناه بماند و بعد از رفع مشکلات بعد از ۱۲ ماهگی به پارک ملی توران منتقل شود.

## پروژهٔ حفظ نژاد یوزپلنگ آسیایی
بسیاری پروژهٔ حفظ نژاد یوزپلنگ آسیایی را با نام او می‌شناسند؛ گرچه ادامهٔ زندگیش با توجه به‌بزرگ‌شدن درحصار و به‌کمک تیماردار موضوعی بود که محل بحث کارشناسان قرار می‌گرفت. مسئولان سازمان محیط‌زیست که به‌دلیل انجام پروژهٔ بارداری درحصار ایران و ازدست‌رفتن دو تولهٔ این یوزپلنگ به‌شدت زیر فشار قرار داشتند، گفتند به‌جز پیروز یوزپلنگ‌های دیگری هم در طبیعت هستند که نیاز به توجه دارند.
معاون محیط‌زیست‌طبیعی سازمان حفاظت محیط‌زیست دربارهٔ «بازوحشی‌سازی» و «رهاسازی» پیروز گفت: «احتمال اینکه «پیروز» خوی وحشیگری پیدا کند ناچیز است؛ «پیروز» را حتماً به توران انتقال خواهیم داد اما برنامه‌ای برای رهاسازی آن در طبیعت نداریم.»

## مرگ
پیروز در ساعات بامدادی روز جمعه ۵ اسفند ۱۴۰۱ با علائم مشکوک به انسداد روده به بیمارستان دامپزشکی تهران منتقل شد. پس از بررسی‌های اولیه و انجام آزمایش‌های رادیولوژی و سونوگرافی، دامپزشکان تشخیص دادند که به یک «عارضه حاد کلیوی» مبتلا بوده‌است. پیروز پس از ۱۰ ماه زندگی در ۹ اسفند ۱۴۰۱ در اثر نارسایی کلیه و مشکلات گوارشی و پس از انجام دیالیز صفاقی و یک عمل جراحی تلف شد.
رئیس سابق جامعه دامپزشکان ایران با اشاره به تلف شدن پیروز گفت: «پیروز زمانی که به تهران منتقل شد، داروی اشتباه به او تزریق می‌شود. متأسفانه توسط یکی از همکاران ما در خارج از کشور به صورت تلفنی یک داروی اشتباهی برای پیروز تجویز می‌شود و این دارو باعث از کار افتادن کلیه پیروز شد. پیروز زمانی که به تهران منتقل می‌شود، کاملاً سالم بوده‌است.».
در تاریخ ۱۳ اسفند ۱۴۰۲، معاون سازمان محیط زیست علت مرگ پیروز را بلیعیدن تکه پلاستیک یا لاستیک در پارک پردیسان اعلام کرد.

### واکنش‌ها به مرگ پیروز
مرگ او همه را شوکه کرد و حتی دست‌خوش تحلیل‌های سیاسی اجتماعی شد و موجی از ابراز احساسات را در مردم و کاربران شبکه‌های اجتماعی ایرانی برانگیخت.
- ورود مجلس به علت مرگ پیروز[۳۵]
- علیرضا شهرداری پناه تیمارگر پیروز: خوش به حال همه شما که جای الان من نیستید که مثل من این چنین جگرتان آتش بگیرد و راه به جایی نداشته باشید.[نیازمند منبع]
- رضا پهلوی: آنها که گمان بردند مرگ او امید را در قلب‌های ما می‌کشد. پیروز که به یک نماد ملی برای مردم ایران تبدیل شده بود در پی بی کفایتی مسئولان جمهوری اسلامی جان خود را از دست داد.[۳۶]
- علی کریمی: هیچ موجودی در جمهوری اسلامی امنیت ندارد[۳۷]
- رضا اسدی: اسدی که در دقیقه‌های ۱۴ و ۱۹ موفق به دبل گلزنی برای تراکتور مقابل نفت شد، شادی پس از گلش را به پیروز تقدیم کرد.[۳۸]
- سازمان حفاظت محیط زیست: سازمان حفاظت محیط زیست، در بیانیه‌ای دربارهٔ ادعای تزریق داروی اشتباه به «پیروز» و برخی اظهارنظرها در خصوص مرگ او اعلام کرد که "سازمان حفاظت محیط زیست اظهارنظرهای غیرکارشناسی از این دست را که در ارتباط با مقولات تخصصی و علمی بیان می‌شوند را غیرسازنده و موجب نگرانی جامعه عنوان کرده و این حق را برای خود محفوظ می‌داند که هرگونه اتهام ناروا و شبهه‌افکنی را از طریق مراجع صالحه پیگیری کند.[نیازمند منبع]

## رسانه
در پاییز ۱۴۰۲ در جشنواره مستند سینما حقیقت از فیلمی با نام تکثیر در اسارت به کارگردانی مهدی ایمانی شهمیری رو نمایی شد که لحظه تولد پیروز و دو برادر دیگرش تا لحظه مرگ را روایت میکرد، انتشار مستقیم سزارین ایران در این فیلم حاشیه های زیادی را به همراه داشت.